# Ypthima celebensis
Ypthima celebensis är en fjärilsart som beskrevs av Rothschild 1892. Ypthima celebensis ingår i släktet Ypthima och familjen praktfjärilar. Inga underarter finns listade i Catalogue of Life.